# フォード・フレックス
フレックス（FLEX）は、フォードが製造・販売していた自動車である。

## 概要
2007年3月、ニューヨーク国際自動車ショーでコンセプトモデルが初公開された。
フォード・フリースタイル/トーラスXの後継モデルとして、2009年夏頃に販売を開始した。2008年6月にカナダのオンタリオ州にあるオークビル工場で、フォード・エッジとリンカーン・MKXと共に製造された。
2012年に2013年モデルが発表され、内外装のデザインが変更された。
2019年に生産終了。

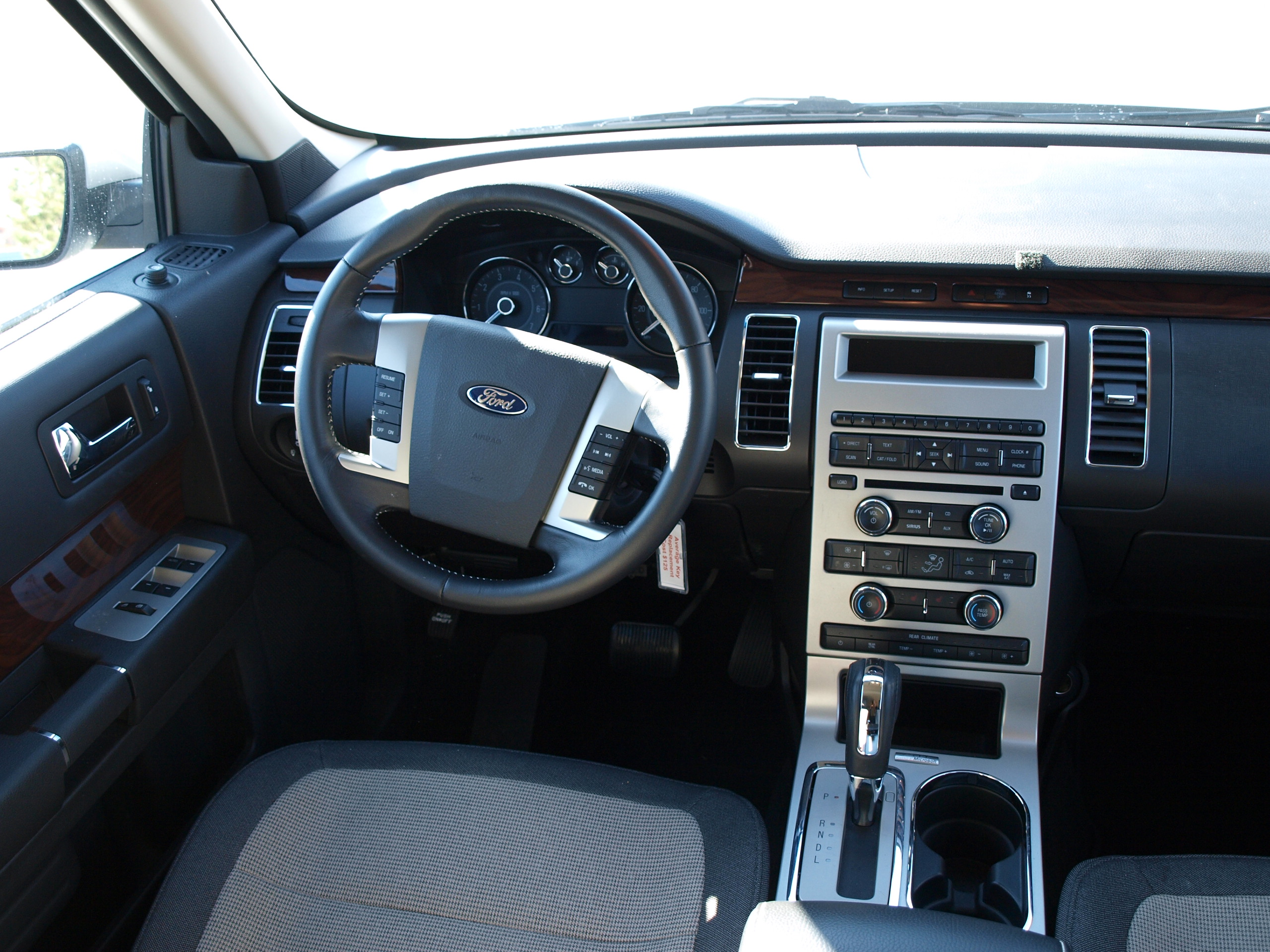
インテリア（2009年モデル）